# Opius sinareola
Opius sinareola är en stekelart som beskrevs av Fischer 1999. Opius sinareola ingår i släktet Opius och familjen bracksteklar. Inga underarter finns listade i Catalogue of Life.